# Archaeoscina steenstrupi
Archaeoscina steenstrupi is een vlokreeftensoort uit de familie van de Archaeoscinidae. De wetenschappelijke naam van de soort is voor het eerst geldig gepubliceerd in 1885 door Carl Erik Alexander Bovallius.